# Веттинген

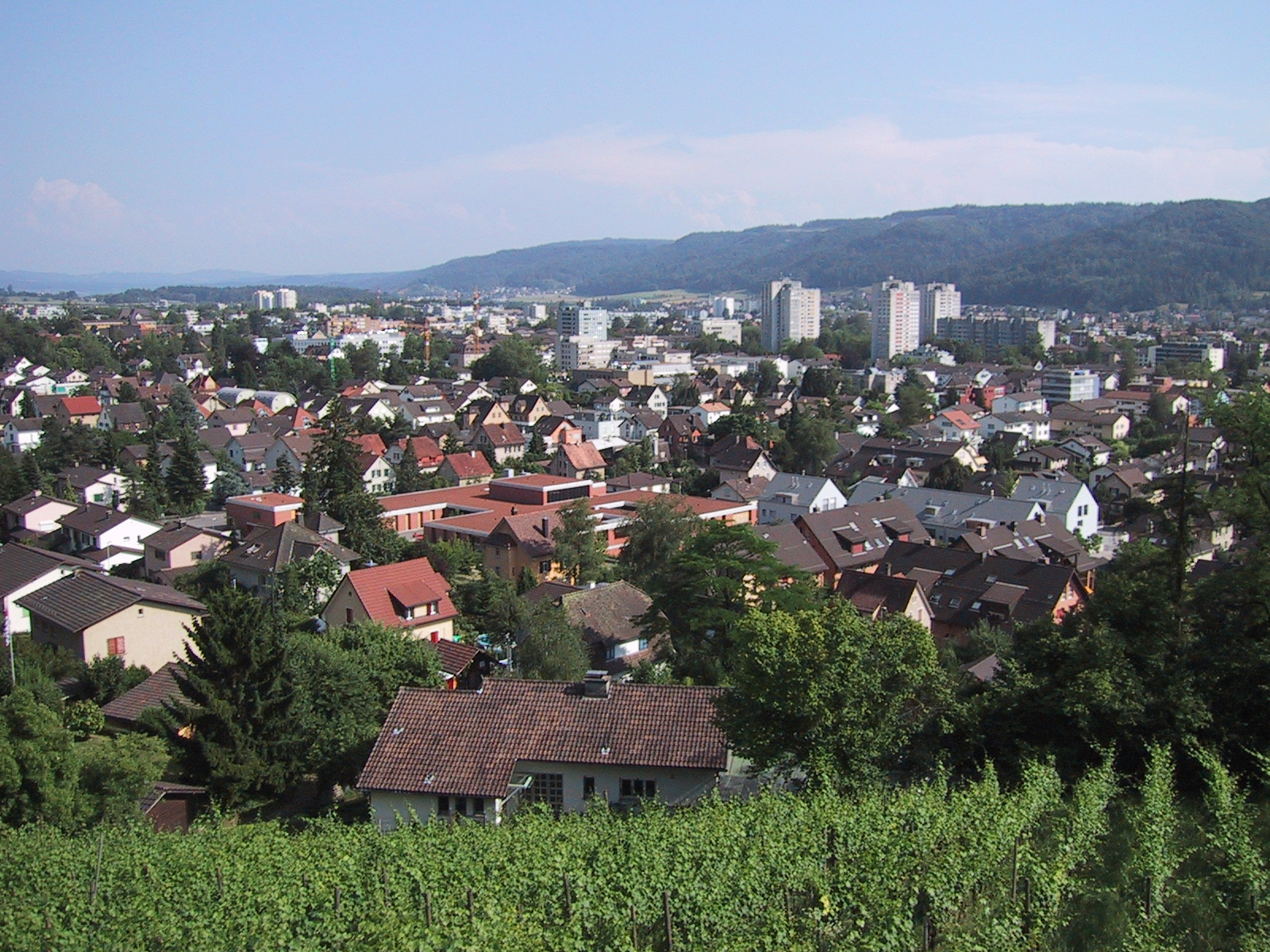
Веттинген

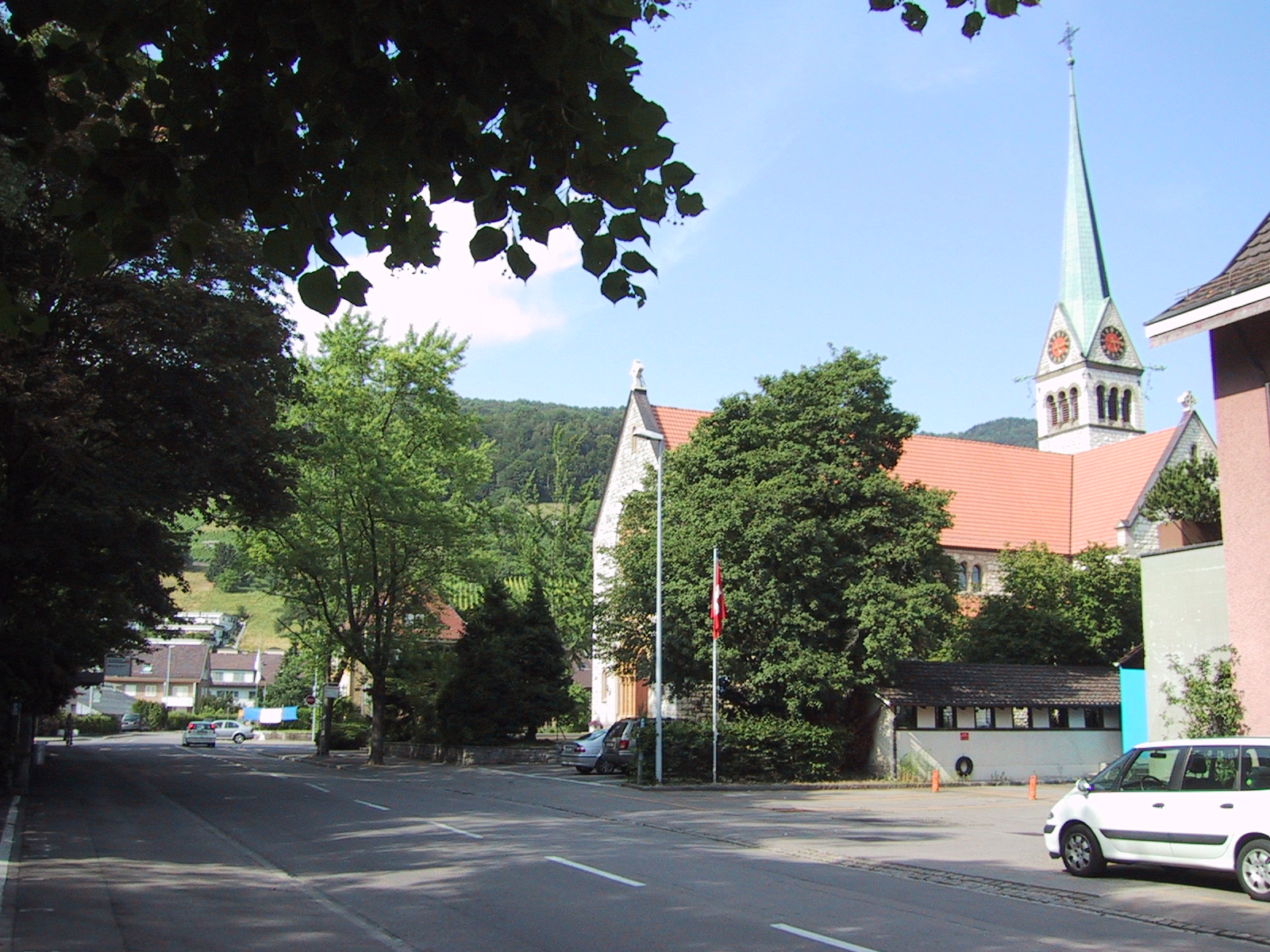
Церковь

Веттинген (нем. Wettingen) — город в Швейцарии, в кантоне Аргау. 
Входит в состав округа Баден-Аргау. Население составляет 20 847 человека (на 31 декабря 2018 года). Официальный код — 4045.